# Walking Boyz Company
Der Walking Boyz Company ist ein Fußballverein aus Paramaribo (Suriname), der in der SVB-Eerste Divisie, der höchsten surinamischen Liga spielt.
Heimstadion des Walking Boyz Company ist das André-Kamperveen-Stadion mit einem Fassungsvermögen von ca. 6.000 Zuschauern, das auch Nationalstadion ist und mit mehreren Vereinen geteilt wird. Wie alle Vereine der Eerste Divisie ist der Walking Boyz Company eine Amateurmannschaft.

## Titel
- Landesmeister: 2004, 2006, 2009
- Pokalsieger: 2013
- Sieger des Präsidentenpokals von Suriname: 2004, 2006, 2009